# Campionati italiani di triathlon cross country del 2016
I Campionati italiani di triathlon cross country del 2016 (XII edizione) sono stati organizzati dalla Federazione Italiana Triathlon e si sono tenuti a Alpago in Veneto, in data 9 luglio 2016.
Tra gli uomini ha vinto Marcello Ugazio (Azzurra Triathlon Team), mentre la gara femminile è andata per la terza volta - dopo le edizioni del 2013 e 2015 - a Monica Cibin (Triathlon Novara).

## Risultati

### Élite uomini
| Pos. | Atleta                  | Società sportiva             | Nuoto    | Bici     | Corsa    | Totale   |
| ---- | ----------------------- | ---------------------------- | -------- | -------- | -------- | -------- |
|      | Marcello Ugazio         | Azzurra Triathlon Team       | 00:15:20 | 00:59:34 | 00:25:50 | 01:40:44 |
|      | Mattia De Paoli         | G.P. Triathlon               | 00:16:12 | 00:59:09 | 00:26:28 | 01:41:49 |
|      | Filippo Galli           | Pool Cantù 1999              | 00:16:42 | 01:00:03 | 00:26:41 | 01:43:26 |
| 4    | Fausto Fognini          | Pool Cantù 1999              | 00:17:39 | 00:59:44 | 00:28:03 | 01:45:26 |
| 5    | Fabio Guidelli          | Vis Cortona                  | 00:14:54 | 01:05:01 | 00:26:40 | 01:46:35 |
| 6    | Leonardo Ballerini      | Raschiani Tri Pavese         | 00:13:39 | 01:02:30 | 00:31:07 | 01:47:16 |
| 7    | Davide Gabardo          | CUS Trento CTT               | 00:17:48 | 01:00:36 | 00:29:00 | 01:47:24 |
| 8    | Marco Saia              | Friesian Team                | 00:16:54 | 01:03:35 | 00:27:09 | 01:47:38 |
| 9    | Carlo Zucca             | Blue Tribune                 | 00:15:25 | 01:05:17 | 00:27:09 | 01:47:51 |
| 10   | Carlo Gattavecchia      | Pool Cantù 1999              | 00:18:19 | 01:01:43 | 00:28:55 | 01:48:57 |
| 11   | Luca Berardini          | Feralpi Triathlon            | 00:18:25 | 01:03:26 | 00:27:23 | 01:49:14 |
| 12   | Simone Calamai          | Tri Evolution                | 00:17:32 | 01:03:20 | 00:28:29 | 01:49:21 |
| 13   | Marco Panzavolta        | Padovanuoto Fidia            | 00:16:57 | 01:02:57 | 00:30:27 | 01:50:21 |
| 14   | Francesco Figini        | Pool Cantù 1999              | 00:21:34 | 01:00:12 | 00:28:49 | 01:50:35 |
| 15   | Jakob Sosniok           | Läufer Club Bozen            | 00:14:42 | 01:05:56 | 00:30:20 | 01:50:58 |
| 16   | Alessandro Bonalumi     | SSD Europa                   | 00:17:31 | 01:03:07 | 00:30:23 | 01:51:01 |
| 17   | Fabio Assandri          | Trylogy                      | 00:17:16 | 01:07:40 | 00:26:47 | 01:51:43 |
| 18   | Massimiliano Donati     | Duemmecorse                  | 00:18:18 | 01:05:01 | 00:28:51 | 01:52:10 |
| 19   | Andrea Giuseppe Zanenga | Triathlon Cremona Stradivari | 00:18:05 | 01:04:21 | 00:29:45 | 01:52:11 |
| 20   | Davide Gomiero          | G.P. Triathlon               | 00:15:33 | 01:05:01 | 00:31:51 | 01:52:25 |

### Élite donne
| Pos. | Atleta                | Società sportiva     | Nuoto    | Bici     | Corsa    | Totale   |
| ---- | --------------------- | -------------------- | -------- | -------- | -------- | -------- |
|      | Monica Cibin          | Triathlon Novara     | 00:16:25 | 01:10:31 | 00:30:11 | 01:57:07 |
|      | Elisabetta Curridori  | Villacidro Triathlon | 00:17:18 | 01:12:06 | 00:30:26 | 01:59:50 |
|      | Genziana Cenni        | Vis Cortona          | 00:23:39 | 01:12:50 | 00:30:04 | 02:06:33 |
| 4    | Irene Fagherazzi      | A3 Triathlon         | 00:23:13 | 01:21:18 | 00:35:11 | 02:19:42 |
| 5    | Samantha Dalla Libera | Padova Triathlon     | 00:20:15 | 01:20:54 | 00:38:56 | 02:20:05 |
| 6    | Martina Giangolini    | Friesian Team        | 00:17:16 | 01:25:46 | 00:39:48 | 02:22:50 |
| 7    | Elisa Berton          | Oasi Laura Vicuna    | 00:22:08 | 01:23:50 | 00:37:15 | 02:23:13 |
| 8    | Giulia Ramponi        | Padovanuoto Fidia    | 00:20:51 | 01:27:25 | 00:38:21 | 02:26:37 |
| 9    | Elisa Nardi           | Granbike Triathlon   | 00:26:26 | 01:26:09 | 00:36:56 | 02:29:31 |
| 10   | Silvia Ottaviano      | Olimpic Triathlon    | 00:25:30 | 01:34:04 | 00:34:49 | 02:34:23 |
| 11   | Tatiana Ferrari       | Blue Tribune         | 00:27:00 | 01:37:25 | 00:36:09 | 02:40:34 |
| 12   | Ilenia Lazzaro        | Padovanuoto Fidia    | 00:27:12 | 01:34:02 | 00:44:09 | 02:45:23 |
| 13   | Virna Stavla          | Padova Triathlon     | 00:22:46 | 01:47:18 | 00:36:32 | 02:46:36 |
| 14   | Giacinta Savorani     | Triathlon Faenza     | 00:25:39 | 01:42:26 | 00:39:52 | 02:47:57 |
| 15   | Luisella Iabichella   | Road Runners         | 00:25:08 | 01:45:13 | 00:43:38 | 02:53:59 |
| 16   | Valeria Tina Bianchi  | Happy Runner Club    | 00:23:26 | 01:53:01 | 00:45:57 | 03:02:24 |
| 17   | Sara Bellotto         | Asi Triathlon Noale  | 00:24:22 | 02:01:49 | 00:45:18 | 03:11:29 |